# الضيعة (صعدة)
الضيعة هي إحدى قرى الجمهورية اليمنية. وهي تتبع جغرافيًا لمحافظة صعدة. وإداريًا لمديرية شداء. يبلغ تعداد سكانها 2102 نسمة حسب الإحصاء الذي جرى عام 2004.